# Pseudoklossia patella
Pseudoklossia patella is een soort in de taxonomische indeling van de Myzozoa, een stam van microscopische parasitaire dieren. Het organisme komt uit het geslacht Pseudoklossia en behoort tot de familie Aggregatidae. Pseudoklossia patella werd in 1919 ontdekt door Debasieux.